# NGC 6527
NGC 6527 is een spiraalvormig sterrenstelsel in het sterrenbeeld Hercules. Het hemelobject werd op 6 juni 1886 ontdekt door de Amerikaanse astronoom Lewis A. Swift.

## Synoniemen
- UGC 11094
- MCG 3-46-9
- ZWG 113.14
- NPM1G +19.0515
- IRAS 17595+1943
- PGC 61297